# 藤縄昭
藤縄 昭（ふじなわ あきら、1928年10月4日 - 2013年1月29日 ）は、日本の医学者・精神科医。専門は精神病理学。学位は、医学博士（京都大学・1959年）。京都大学名誉教授。国立精神・神経センター精神保健研究所所長などを歴任。
兵庫県神戸市生まれ。京都大学精神科において村上仁教授のもとで精神病理学を学んだ。加藤清、笠原嘉、木村敏らと共に研究を行い、『京都学派』を形成した。

## 来歴
1928年兵庫県神戸市生まれ。1953年京都大学医学部医学科卒業。1960年四日市日永病院、三重県立大学医学部講師。1959年京都大学より医学博士の学位を取得。1976年京都大学教養部教授。1977年-1983年文部省在外研究によりウィーン大学、ミュンヘン大学精神医学教室出張。1987年国立精神・神経センター精神保健研究所所長、京都大学名誉教授。1994年甲南女子大学文学部人間関係学科教授。2001年、勲三等旭日中綬章を受章。

## 学会
- 日本精神病理学会名誉会員[5]

## 著書
- 『臨床精神病理研究（精神医学叢書）』弘文堂、1982年
- 『精神療法とエロス（精神医学叢書）』弘文堂、1987年
- 『こころのソムリエ　精神科医28人の見立てと助言』弘文堂、1998年
- 『精神科臨床における症例からの学び方』日本評論社、1994年
- 『分裂病の精神病理（10）』東京大学出版会、1981年
- 『仏像遍歴』ナカニシヤ出版、2002年

### 共編著
- 『精神医学における診断の意味』土居健郎共編、東京大学出版会、1983年
- 『精神医学 第1版（NIM Lectures）』三好功峰共編、医学書院、1985年
- 『精神医学 第2版（NIM Lectures）』三好功峰共編、医学書院、1994年
- 『今日の分裂病治療』島薗安雄共編、金剛出版、1990年
- 『精神分裂病の心理社会治療』高井昭裕共編、金剛出版、1995年
- 『精神医学群像』大東祥孝・新宮一成共編、アカデミア出版会、1999年
- 『講座家族精神医学（1）家族精神医学の基礎理論』加藤正明・小此木啓吾共編、弘文堂、1982年
- 『講座家族精神医学（2）精神障害と家族・文化と家族』加藤正明・小此木啓吾共編、弘文堂、1982年
- 『講座家族精神医学（3）ライフサイクルと家族の病理』加藤正明・小此木啓吾共編、弘文堂、1982年
- 『講座家族精神医学（4）家族の診断と治療・家族危機』加藤正明・小此木啓吾共編、弘文堂、1982年
- 『こころの科学（38）特別企画:診断の基準』北村俊則共編、日本評論社、1991年

### 翻訳
- カール・グスタフ・ユング『ユング自伝1～思い出・夢・思想～』ヤッフェ編、河合隼雄・出井淑子共訳、みすず書房、1972年
- カール・グスタフ・ユング『ユング自伝2～思い出・夢・思想～』ヤッフェ編、河合隼雄・出井淑子共訳、みすず書房、1973年
- メダルト・ボス『夢　その現存在分析』三好郁男・笠原嘉共訳、みすず書房、1970年
- アメリカ精神医学会『DSM-Ⅲ-R 精神障害の分類と診断の手引』高橋三郎・花田耕一共訳、医学書院、1988年
- A・クロウクロフト『精神医学への招待　心の病を理解するために』三好暁光・新宮一成共訳、創元社、1980年
- ヴィンセント・D・フォーリー『家族療法　初心者のために』新宮一成・福山和女共訳、創元社、1984年
- オーガスタス・Y・ナピア、カール・A・ウィテカー『ブライス家の人々　家族療法の記録』監修のみ。家政教育社、1990年
- マイケル・E・カー、マレー・ボーエン『家族評価　ボーエンによる家族探求の旅』福山和女共監訳、金剛出版、2001年

## 関連人物
- 村上仁
- 島薗安雄
- 木村敏
- 笠原嘉
- 中井久夫